# Anastasis
Anastasis е осмият студиен албум от 2012 г. на британско-австралийската група Дед Кен Денс. Това е първият студиен албум от разпадането на Брендан Пери и Лиса Джерард през 1998 г. Той е официално издаден на 13 август 2012 г. от PIAS Recordings, 16 години след последния албум на групата, Spiritchaser. Това е и първият албум на групата след напускането на лейбъла 4AD. „Анастасис“ е гръцката дума за „възкресение“.
През 2014 г. албумът получава двойно златен сертификат от Асоциацията на независимите музикални компании, което показва продажби от минимум 150 000 копия в цяла Европа.

## Песни
Всички песни са написани от Дед Кен Денс (Брендън Пери и Лиса Джерард).
1. Children of the Sun – 7:33
2. Anabasis – 6:50
3. Agape – 6:54
4. Amnesia – 6:36
5. Kiko – 8:01
6. Opium – 5:44
7. Return of the She-King – 7:51
8. All in Good Time – 6:37

LP
| No. | Title                 | Length |
| --- | --------------------- | ------ |
| 1.  | "Children of the Sun" | 7:34   |
| 2.  | "Anabasis"            | 6:50   |

| No. | Title     | Length |
| --- | --------- | ------ |
| 1.  | "Agape"   | 6:53   |
| 2.  | "Amnesia" | 6:36   |

| No. | Title   | Length |
| --- | ------- | ------ |
| 1.  | "Kiko"  | 8:03   |
| 2.  | "Opium" | 5:42   |

| No. | Title                    | Length |
| --- | ------------------------ | ------ |
| 1.  | "Return of the She-King" | 7:47   |
| 2.  | "All in Good Time"       | 6:34   |

## Състав
- Дед Кен Денс (Брендан Пери, Лиса Джерард) – авторство

Други музиканти
- Дейвид Кукерман – даф, handpan

Продукция
- Дед Кен Денс – продуценти
- Ейдан Фоли – мастъринг
- Zsolt Zsigmond – фотография
- Брендан Пери – дизайн на обложката

|  | Тази страница частично или изцяло представлява превод на страницата Anastasis (album) в Уикипедия на английски. Оригиналният текст, както и този превод, са защитени от Лиценза „Криейтив Комънс – Признание – Споделяне на споделеното“, а за съдържание, създадено преди юни 2009 година – от Лиценза за свободна документация на ГНУ. Прегледайте историята на редакциите на оригиналната страница, както и на преводната страница, за да видите списъка на съавторите. ВАЖНО: Този шаблон се отнася единствено до авторските права върху съдържанието на статията. Добавянето му не отменя изискването да се посочват конкретни източници на твърденията, които да бъдат благонадеждни. |